# Cité idéale de Chaux
 (novembre 2018).
La cité idéale de Chaux est un important projet de cité idéale et de socialisme utopique du XVIIIe siècle de l'architecte Claude-Nicolas Ledoux (1736-1806). Surnommé « l'architecte des Lumières », il est un des principaux précurseurs de l'utopisme. Il a réalisé la partie industrielle de son projet avec la saline royale d'Arc-et-Senans, près de la forêt de Chaux, dans le Doubs en Franche-Comté, classée au Patrimoine mondial de l'humanité en 1982. La partie non réalisée de son étude est exposée au musée Claude-Nicolas Ledoux d'Arc-et-Senans et est détaillée dans son œuvre littéraire.

## Histoire
Cette cité visionnaire (la plus importante de son temps) est le projet majeur et le rêve de toute une vie. Elle est au centre d'une étude prolifique de socialisme utopique universel. Ledoux l'imagine et la perfectionne durant plus de 30 ans, de 1773 à la fin de sa vie en 1806.

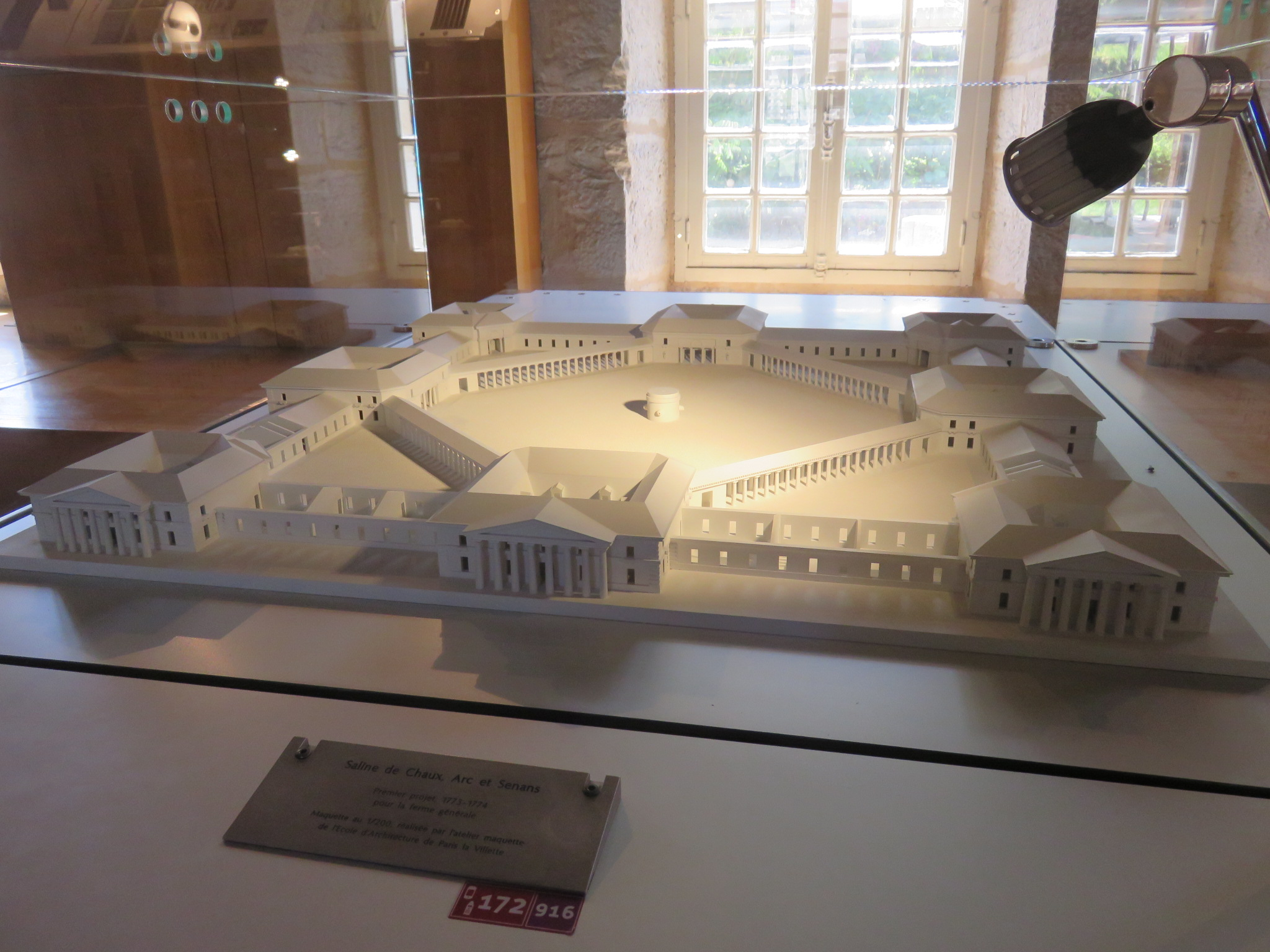
Premier projet de saline royale d'Arc-et-Senans, 1773-1774.
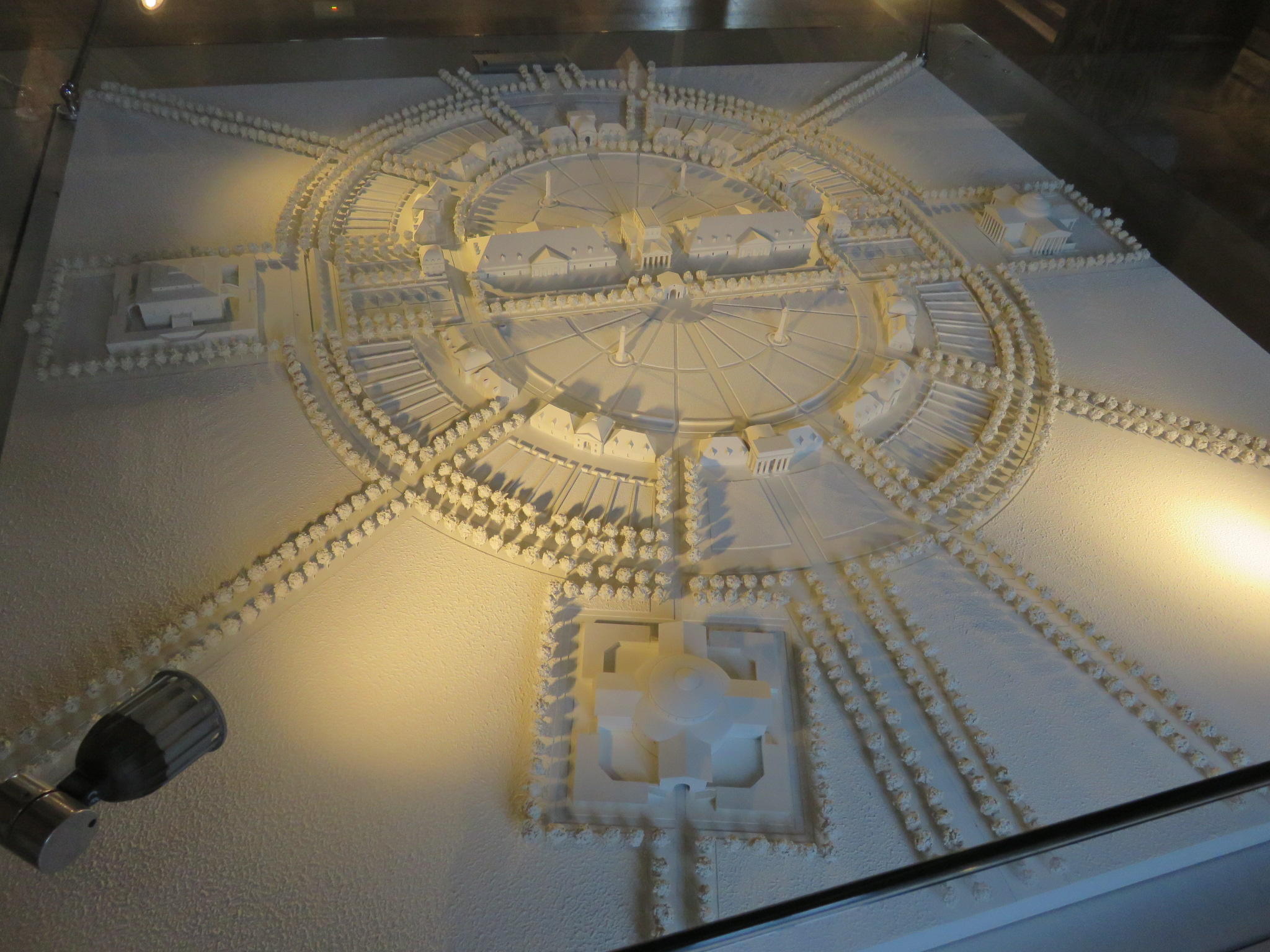
Second projet.
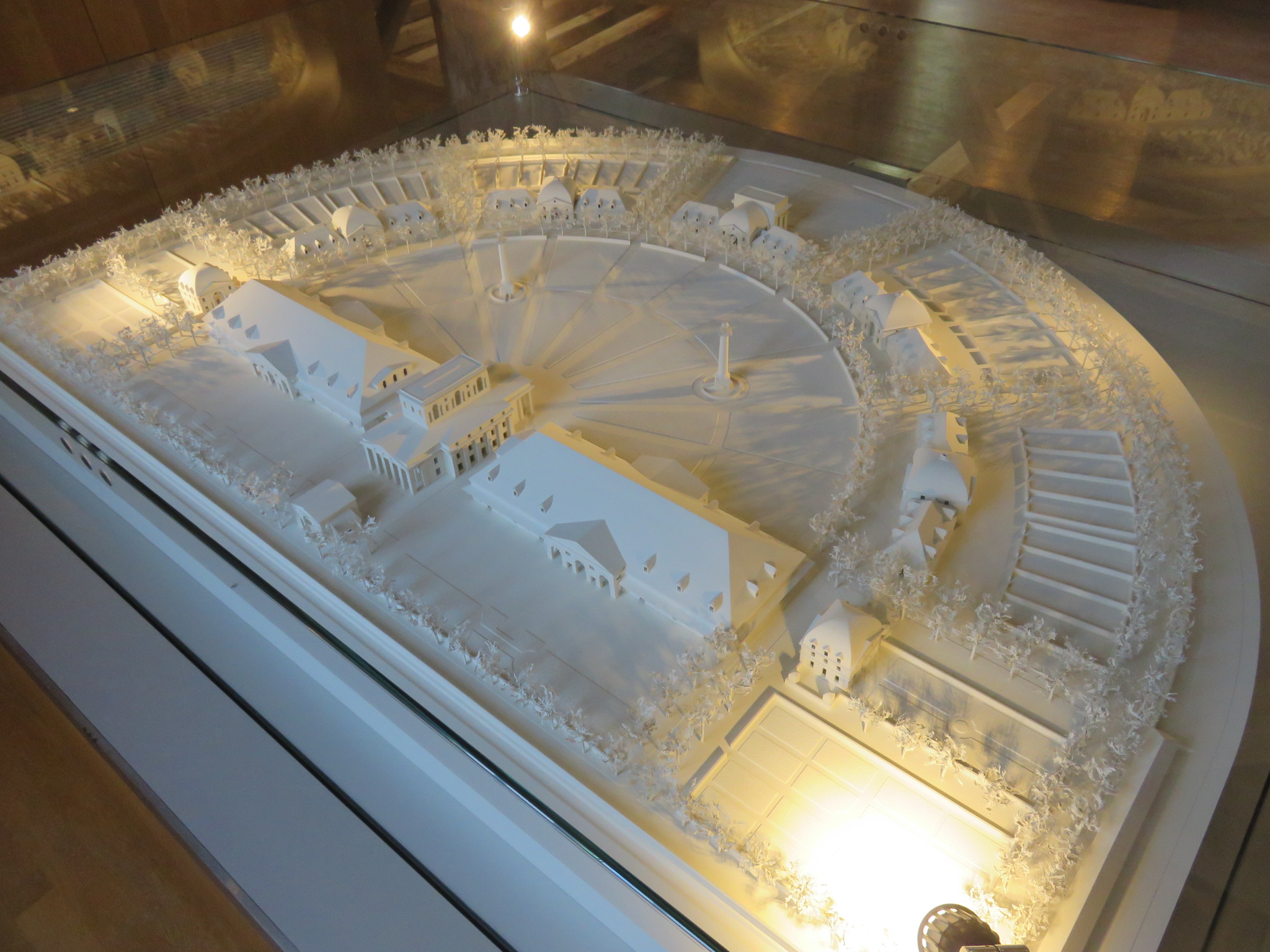
Saline royale d'Arc-et-Senans, 1775.

### Philosophie humaniste
Ledoux est adepte des idées humanistes, utopistes, physiocrates, moralistes, progressistes, philanthropes apparaissant au Siècle des Lumières et lors de la Révolution française. Disciple du philosophe Jean-Jacques Rousseau (1712-1778), sa réflexion concerne le progrès économique, social, scientifique, architectural, urbanistique, l’aménagement du territoire, la révolution industrielle humaniste. Parmi ses grands principes figurent  : la révolution industrielle et le progrès scientifique et social qui doivent apporter à la société « bien-être, équilibre, harmonie, bonheur, épanouissement humain, dans une organisation saine du travail » ; « réinstaller la société dans son environnement naturel » avec l'espoir d'un « meilleur mode d’existence de l'humanité, plus sain et plus joyeux », la « perfectibilité des hommes corrompus » vivant en « communauté pacifiée et en harmonie avec la nature... ».

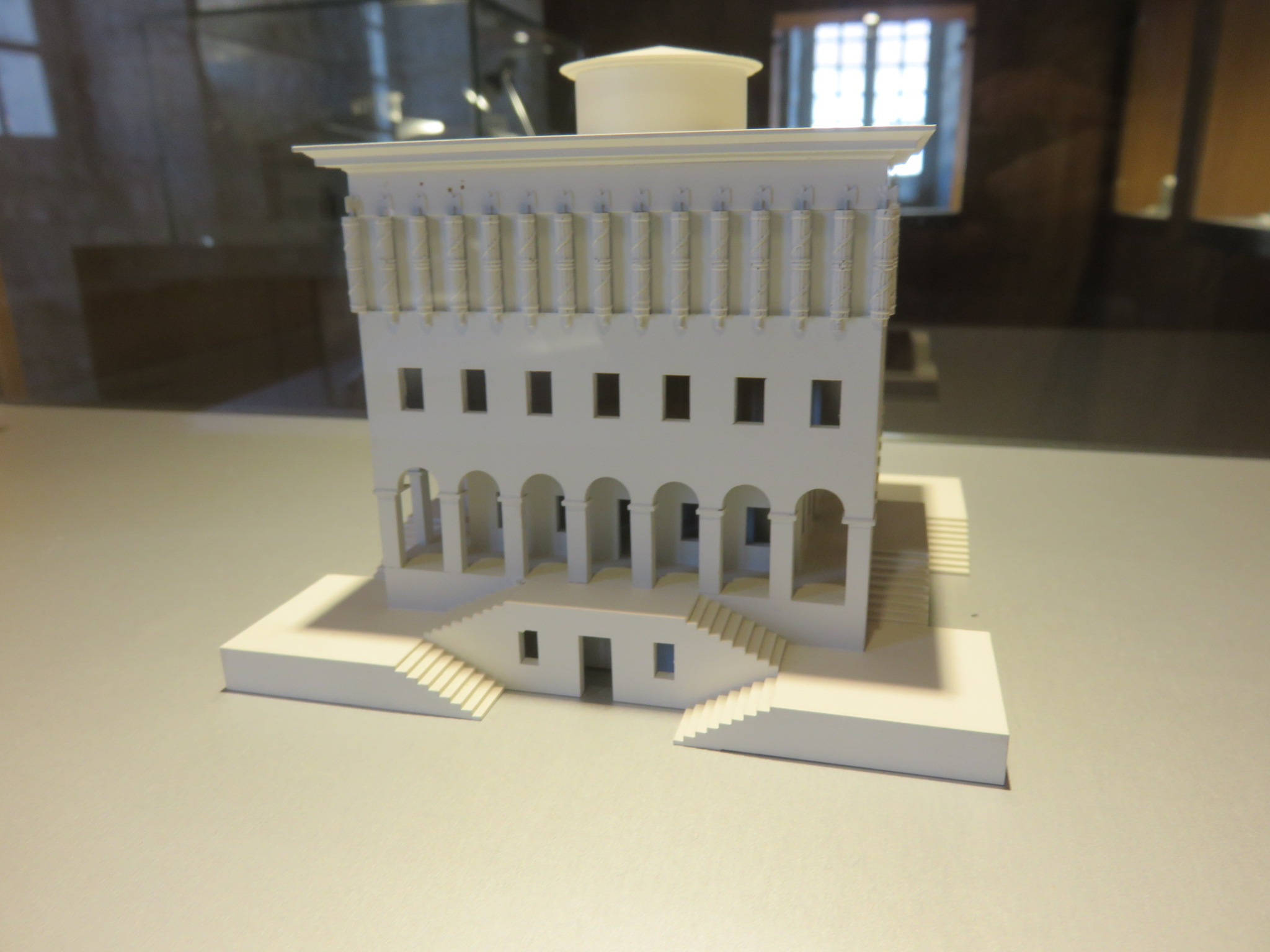
Projet de maison de l'Union.
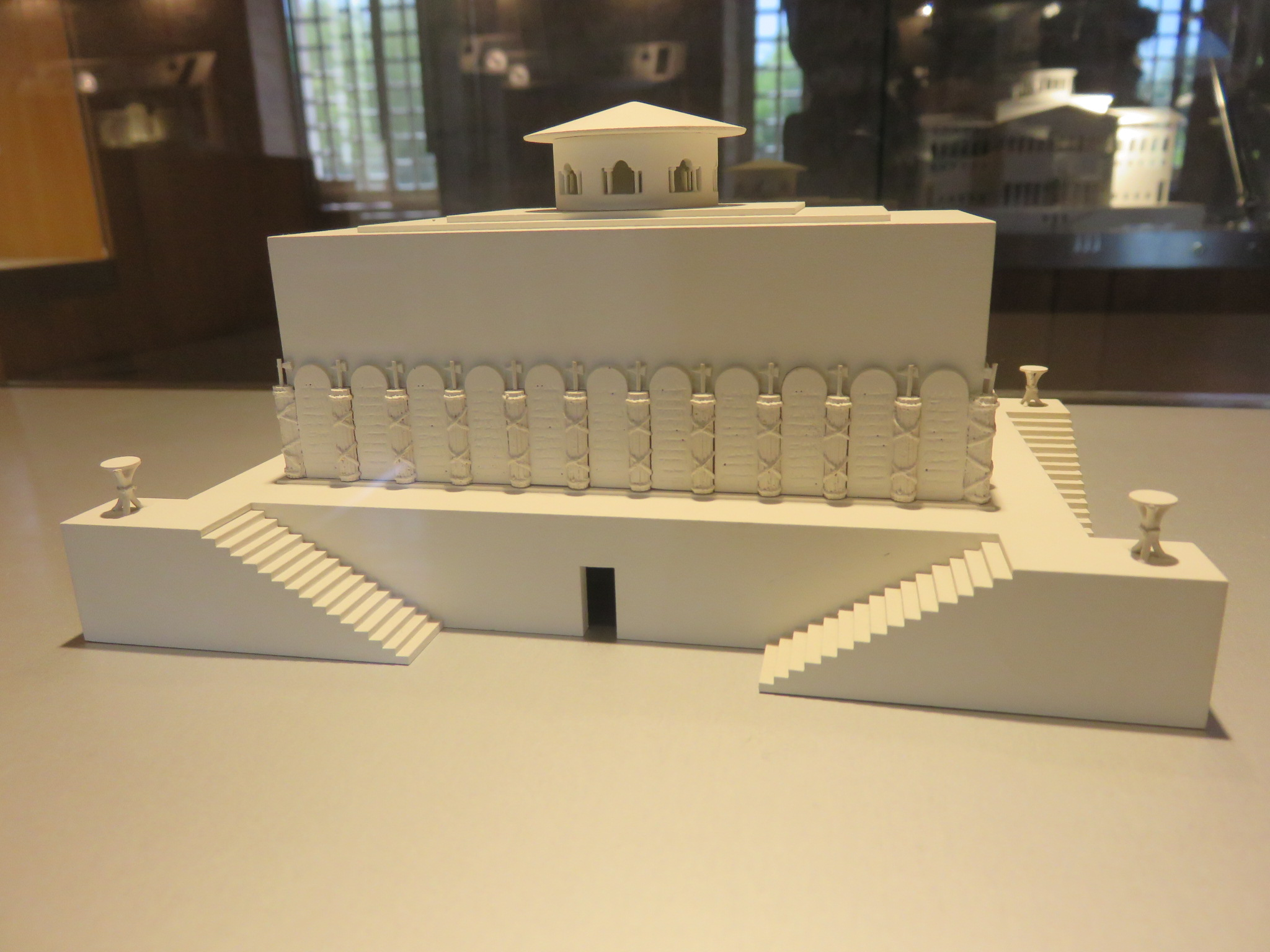
Projet de pacifère (temple de la Paix).
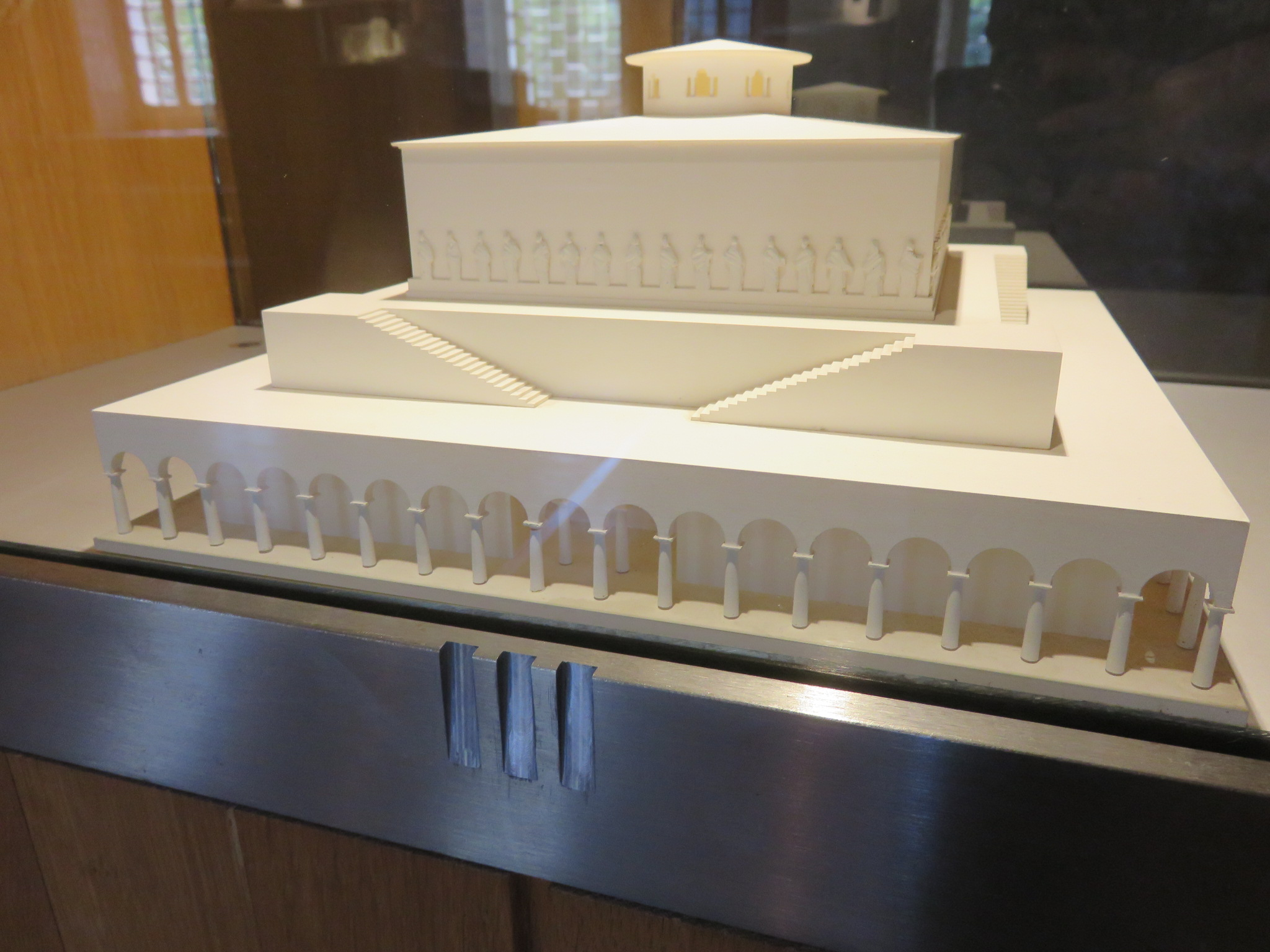
Projet de panaréthéon (école de vertu et de morale)

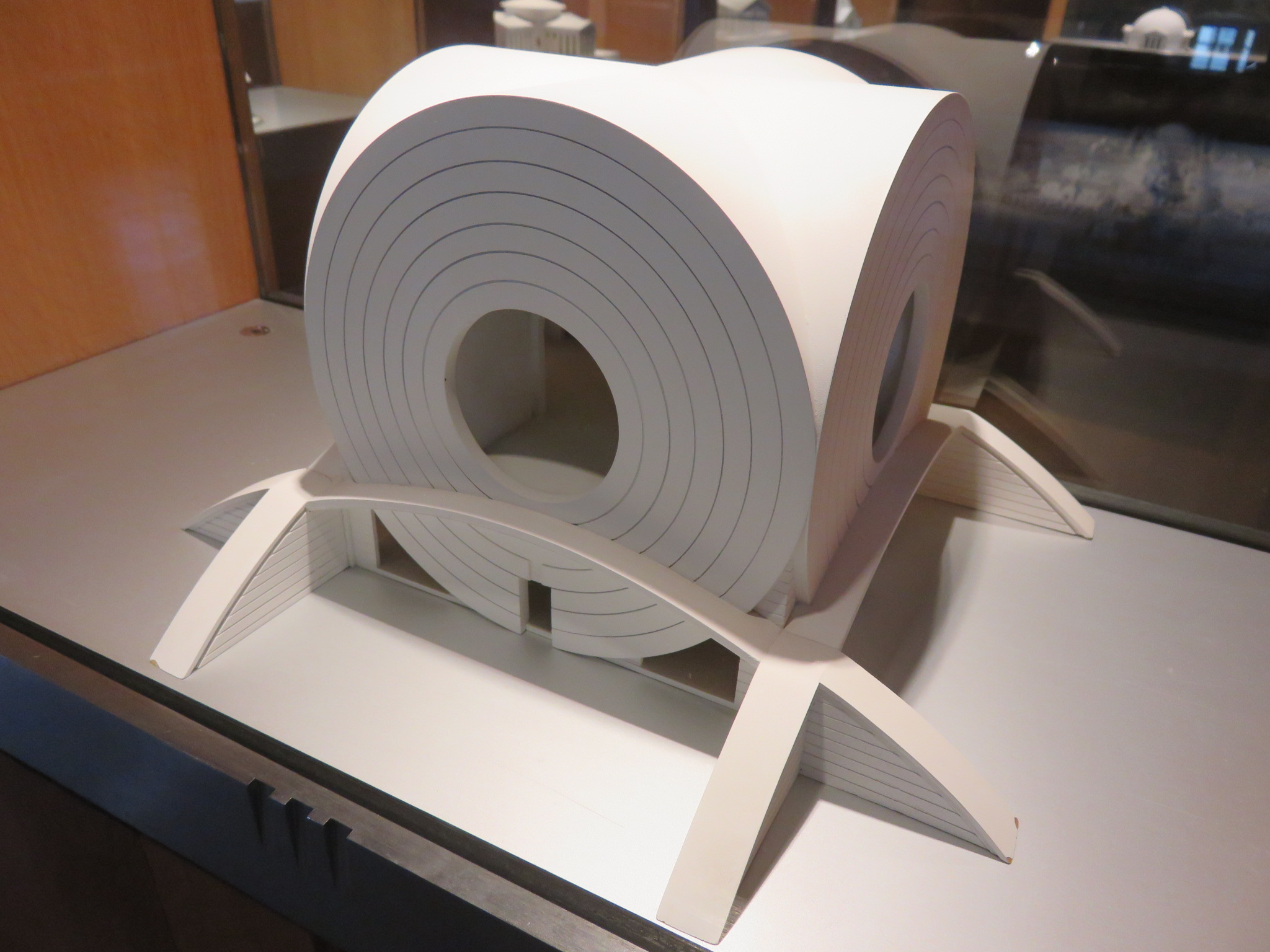
Projet d'atelier des cercles (maison et atelier de tonneliers).
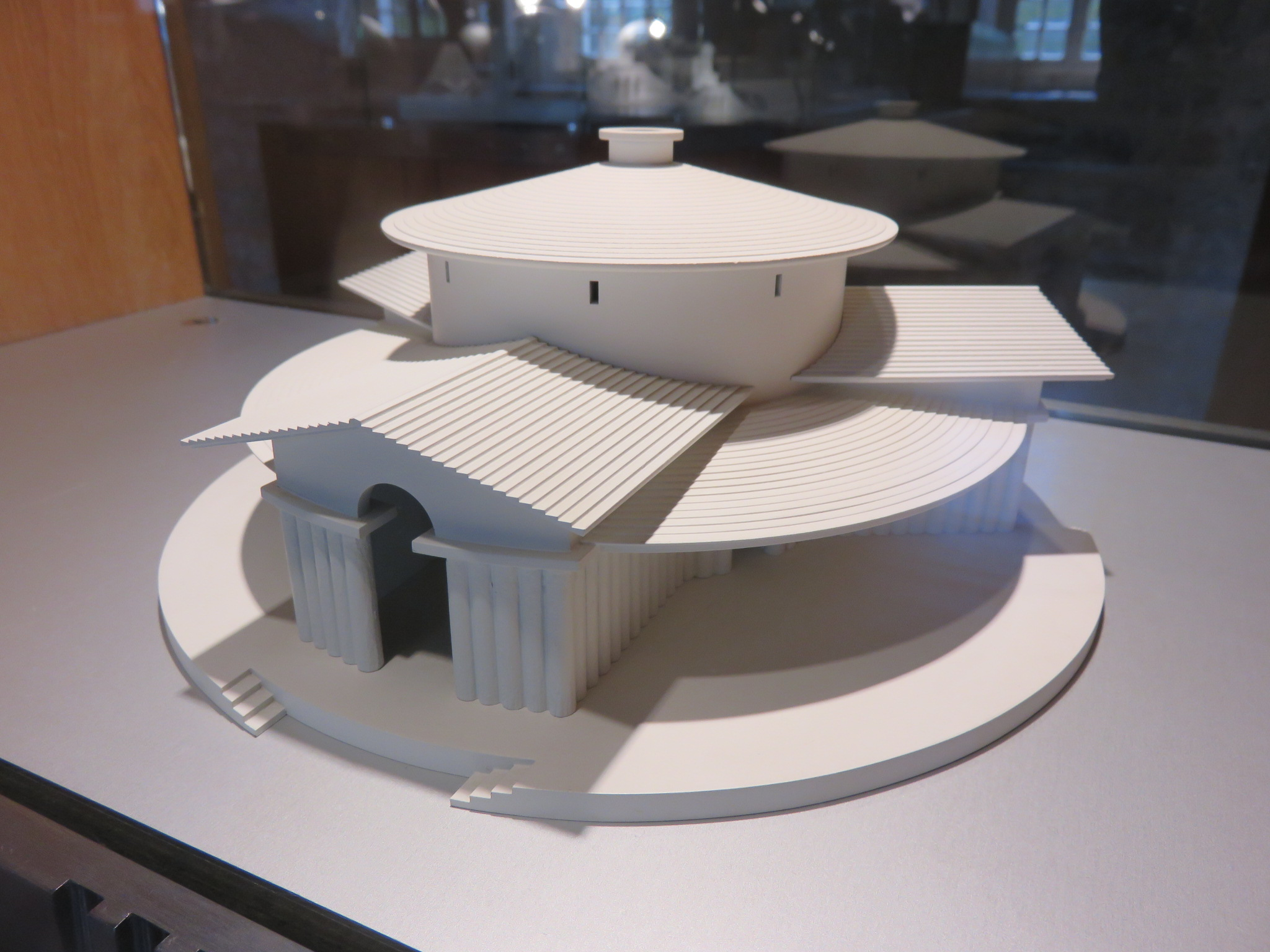
Projet d’atelier des scieurs de bois.
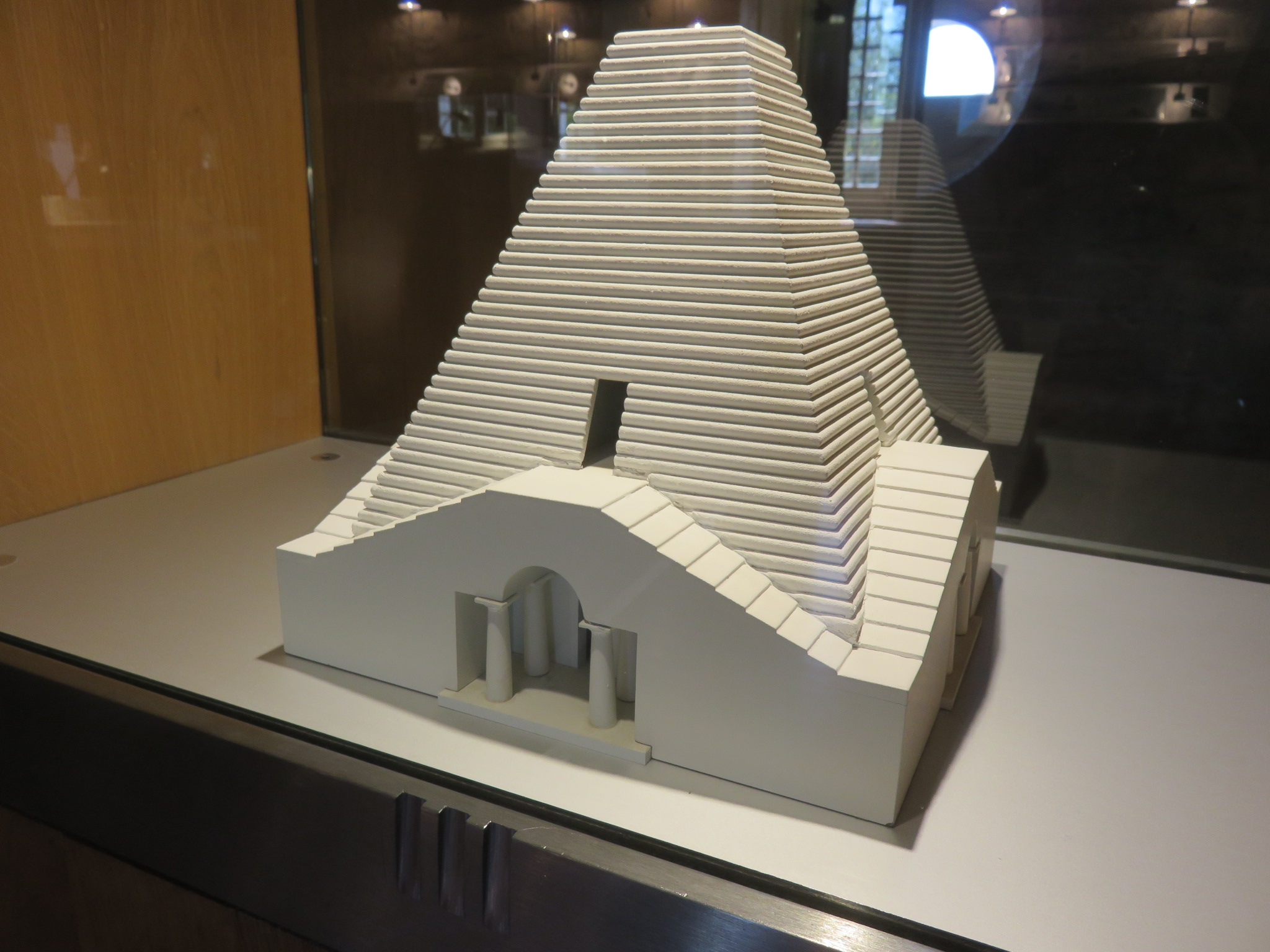
Projet d'atelier des charbonniers.
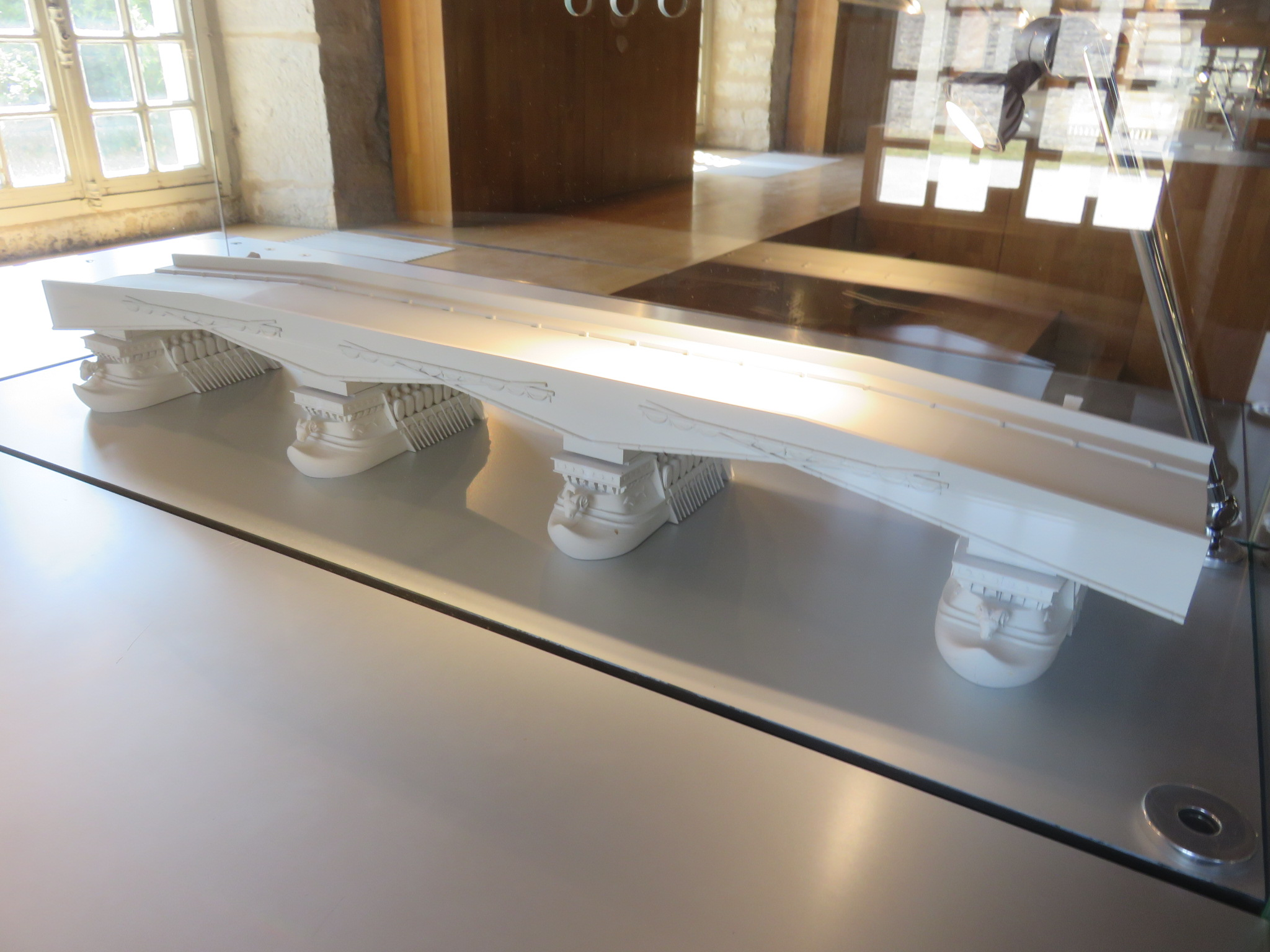
Projet de pont de la Loue.
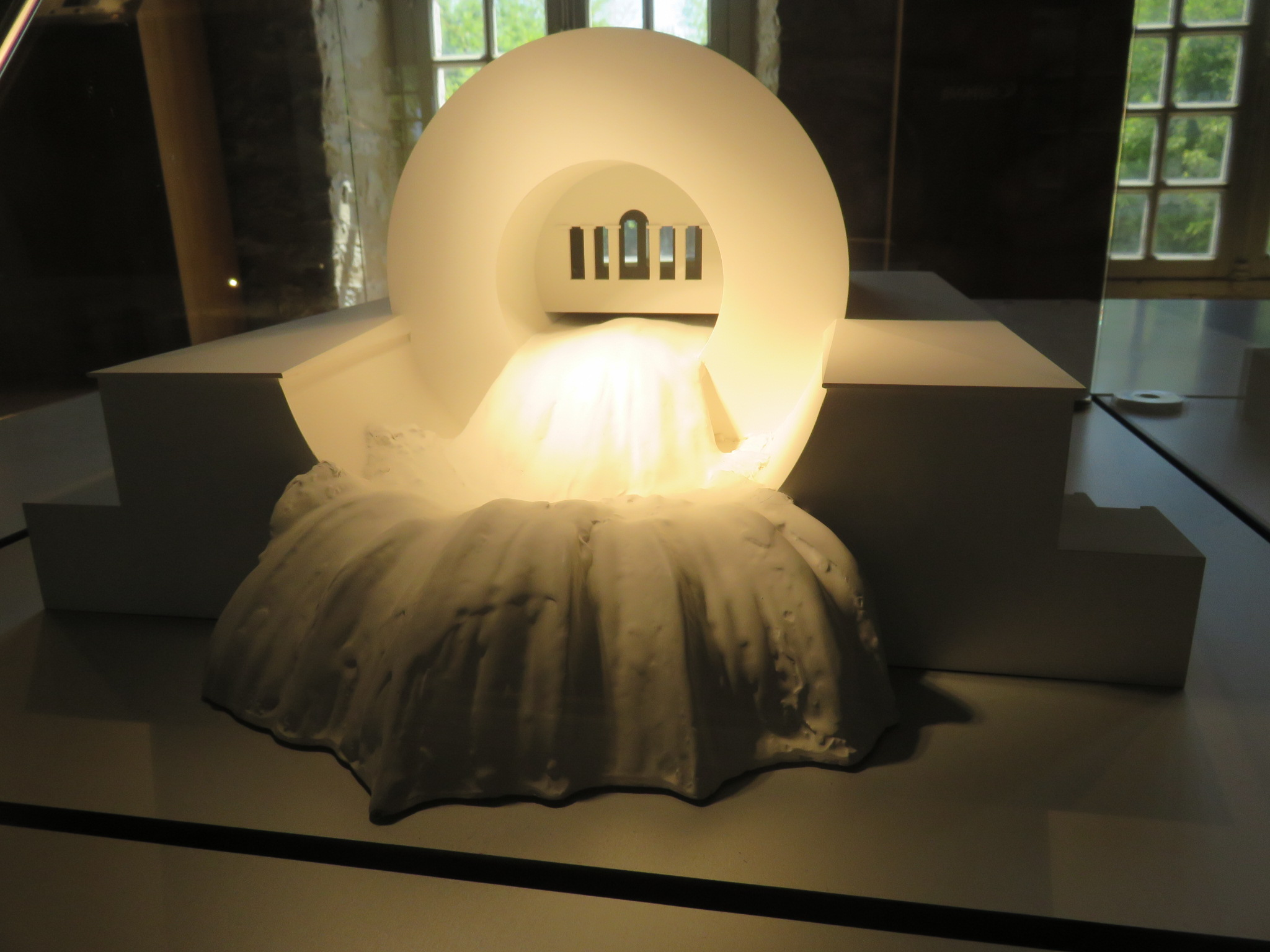
Projet de maison des surveillants de la source de la Loue.

### Architecture et socialisme utopique
- cité de 3 000 habitants près de la forêt de Chaux (20 000 hectares) avec des bâtiments intégrés dans la nature
- architecture néo-classique, en forme d'amphithéâtre antique, inspiré par la civilisation gréco-romaine, le palladianisme (architecture vénitienne), l'équilibre, la géométrie (symbolisme des figures géométriques)
- centrée autour de la saline royale d'Arc-et-Senans et de ses nombreux ateliers (importante industrie royale de production de sel du Jura)
- maison du Directeur / hôtel de ville / église (centre de la sagesse, balance des intérêts individuels qui récompense ou punit les crimes) au centre de seize rues en étoile, avec son oculus (œil de la providence, symbole des idéaux de providence humaniste franc-maçonnique de Nicolas Ledoux)
- logements des employés, avec sanitaires, bains publics, et fontaines (vision hygiéniste hyper novatrice pour l'époque), et jardins familiaux individuels
- temple d’Union / cénobie / pacifère : temple de la paix, et de la justice, très en vogue à la Révolution Française
- panaréthéon / panthéon : temple / école ou sont enseignés la morale, la vertu et les devoirs, lieu de sépulture et de mémoire des grands hommes
- oïkema : temple de la régulation des passions
- Bourse : « pour un emploi de l'argent honorable. On n'échange pas l'or contre le malheur, c'est un corps dont le privilège est de négocier dans les quatre parties du monde la bienfaisance qu'il répand autour de lui. »
- commerces, marché couvert, maison de gymnastique, aire de canotage.
- hôpital, maison de convalescence, maison de retraite, cimetière.
- caserne, forge à canons.

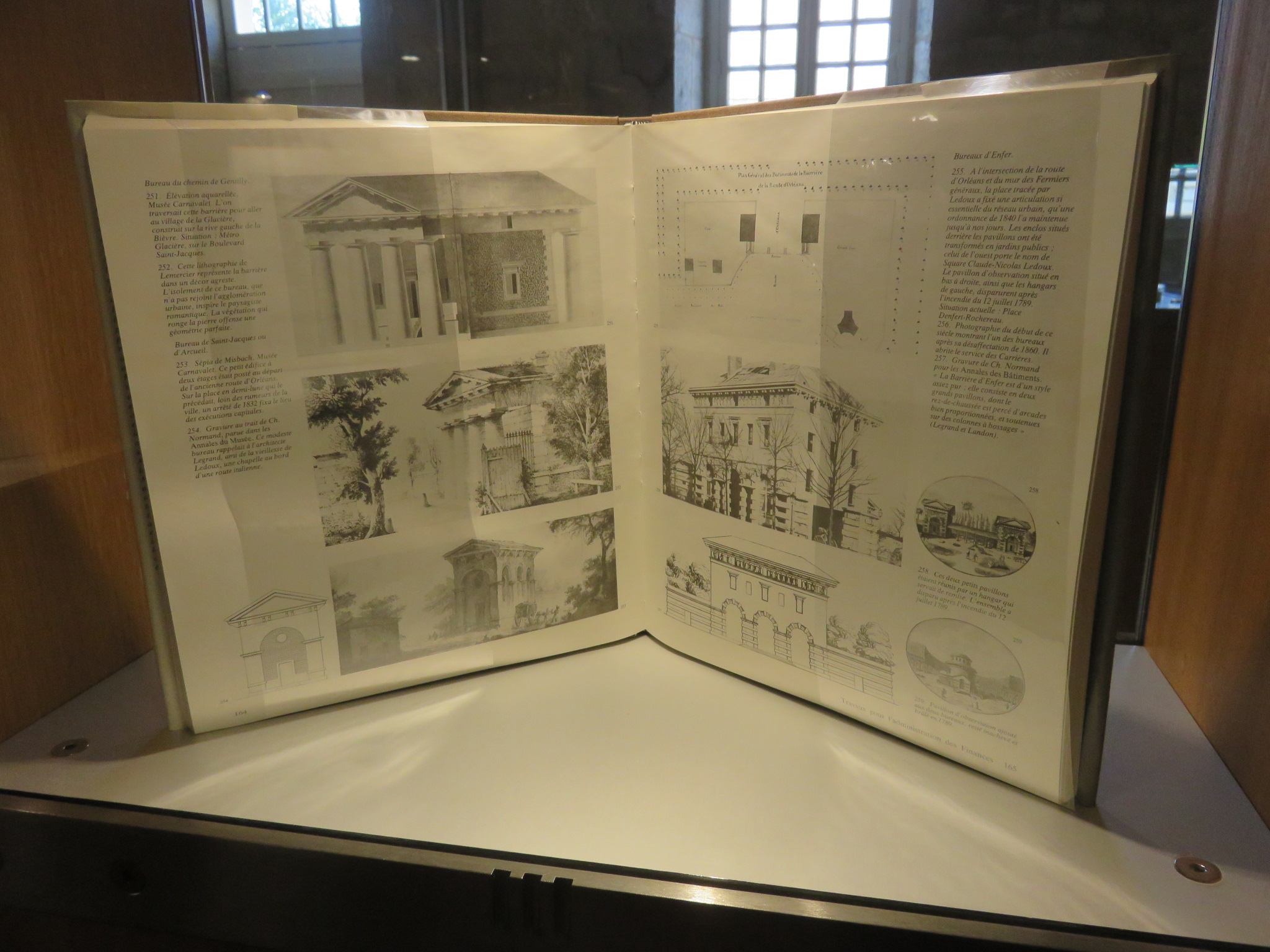
Claude-Nicolas Ledoux, L'architecture considérée sous le rapport de l'art, des mœurs et de la législation, 1804.
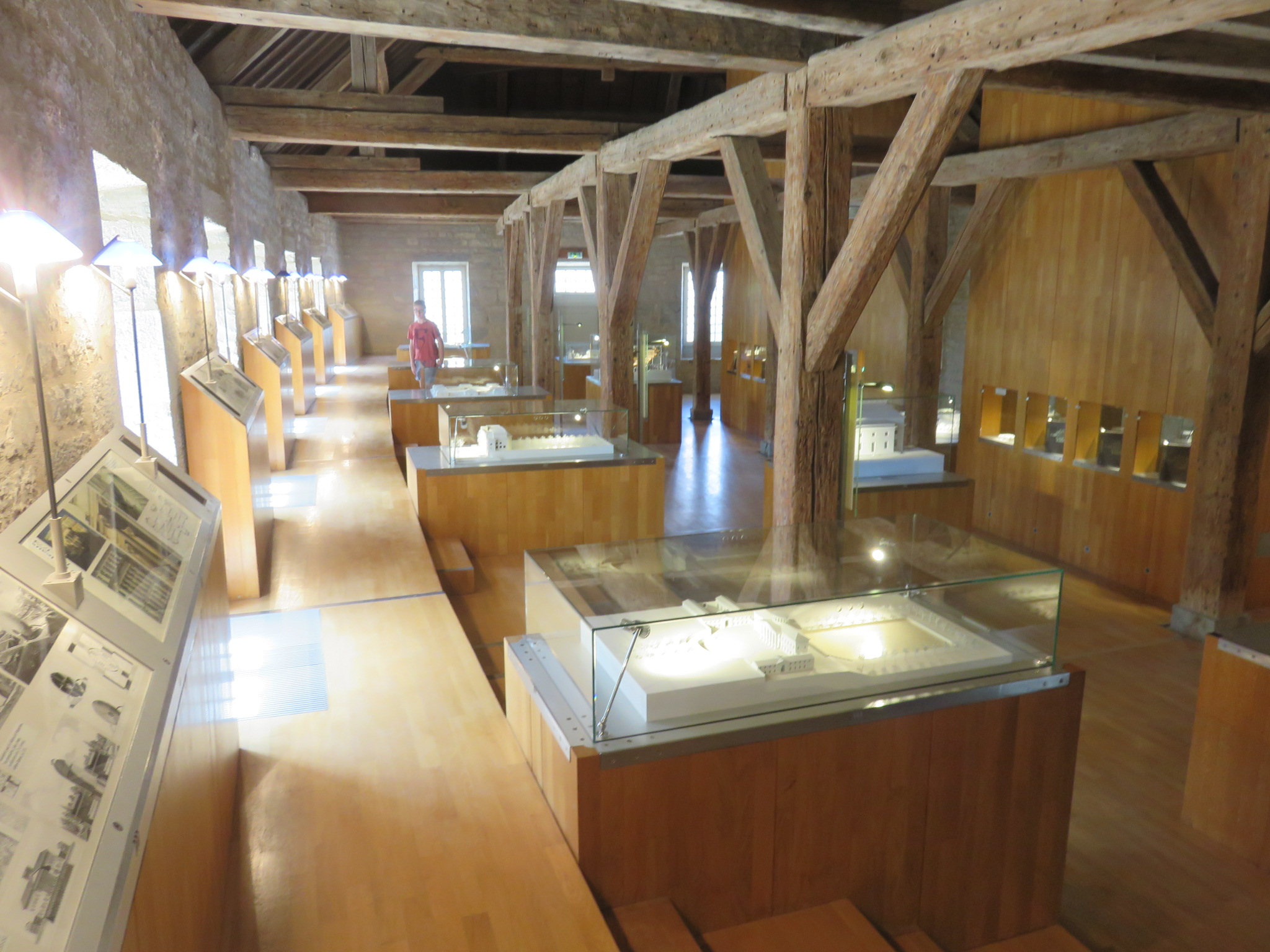
Musée Claude-Nicolas Ledoux d'Arc-et-Senans.
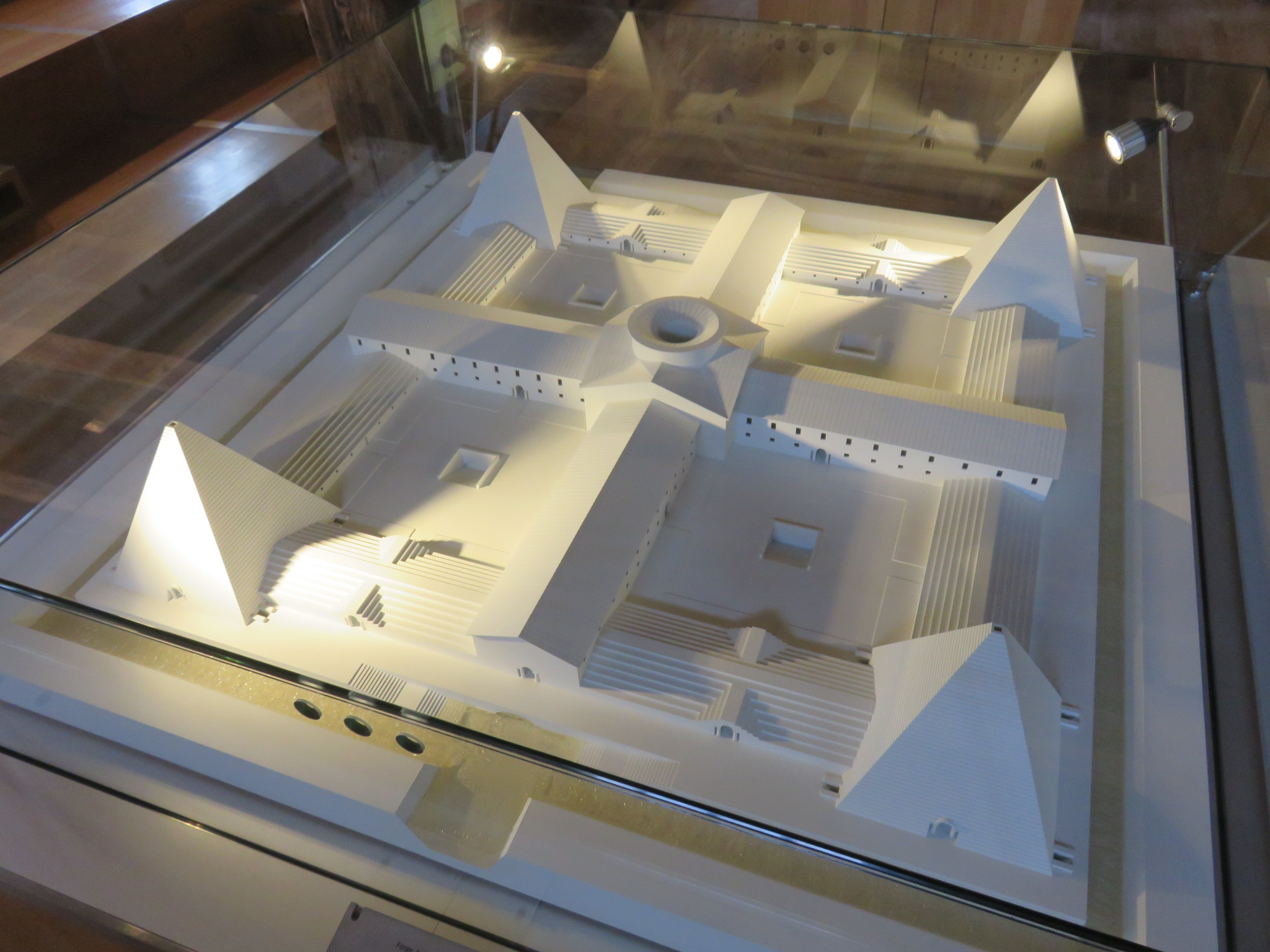
Projet de forge à canons.
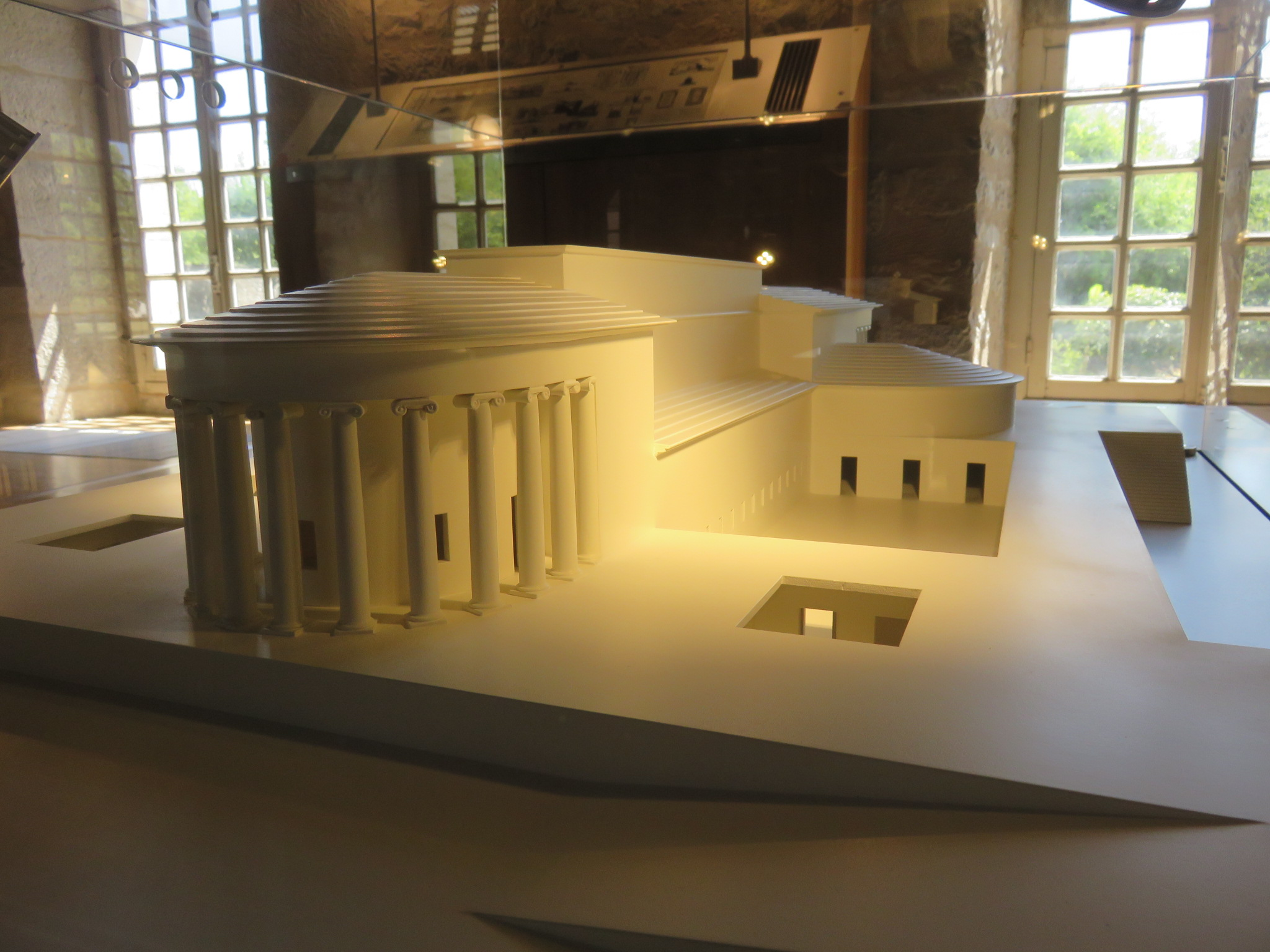
Projet d'oikema.
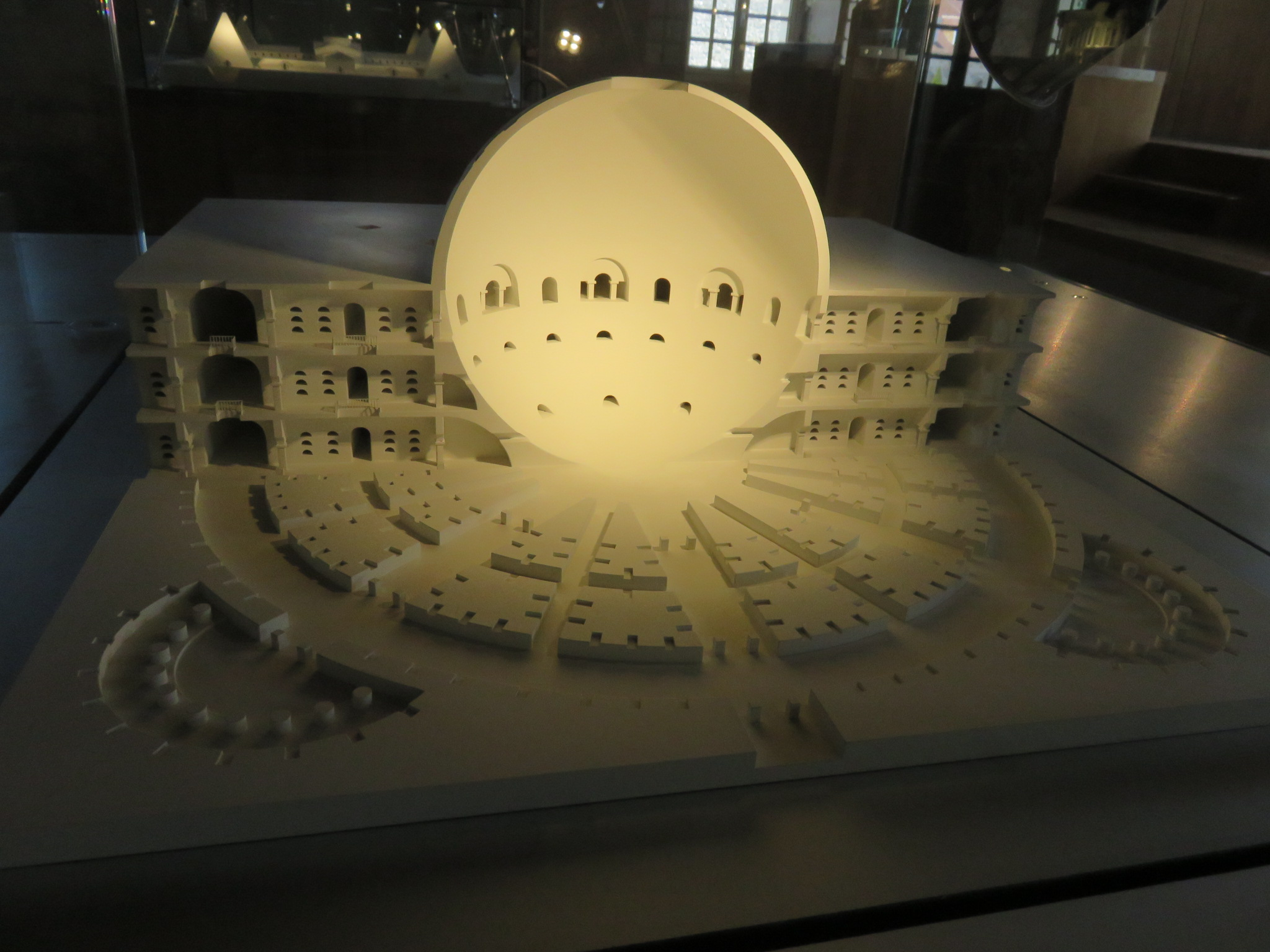
Cimetière.

En 1804, deux ans avant sa disparition, Nicolas Ledoux publie le premier tome sur quatre annoncés, de son œuvre L’Architecture considérée sous le rapport de l’art, des mœurs et de la législation. Il y expose à la postérité ses idéaux, études et réflexions pour une société humaine harmonieuse. Il est considéré, avec entre autres Le Corbusier, comme l'un des principaux précurseurs de l’architecture moderne et de la société industrielle moderne.

## Musée
- Musée Claude-Nicolas Ledoux d'Arc-et-Senans où sont exposés, dans l'ancienne tonnellerie de la saline royale, une soixantaine de maquettes et de nombreux croquis de ses principaux projets architecturaux